# Бездонный Колодец
Бездо́нный Коло́дец или Тюпсю́з-Хоса́р (укр. Бездонний Колодязь, Тюпсюз-Хосар, крымскотат. Tüpsüz Hasar, Тюпсюз Хасар) — карстовая пещера вертикального типа с широким входом, расположенная на плато Чатыр-Дагского массива полуострова Крым. Другие названия Бездонная шахта, Бездонная пещера, Топсюс-Хосар.

## Название
Название Тюпсюз-Хосар означает в переводе с крымскотатарского языка «бездонная воронка» (tüpsüz — без дна, не имеющий дна; hasar — воронка, провал).

## История открытия
Пещера известна с конца XIX столетия. Первая попытка исследования пещеры состоялась в 1927 году экспедицией П. М. Василевского и П. И. Желтова. Студент-геолог Олег Степанович Вялов (будущий академик) спустился на глубину 95 метров. Дальнейшее продвижение в глубину пещеры стало невозможным ввиду недостаточной длины верёвочной лестницы. Вялов О. С. также выполнил первое описание пещеры (до глубины 100 м). В 1938 году, по неподтвержденным данным, студент Ленинградского Горного института Свиричевский достиг дна на глубине 150 метров и обнаружил несколько боковых ходов.
Андрей Брунс и Константин Аверкиев были первыми, кто официально спустился в Бездонный колодец. Брунс шёл первым, без страховки, за ним Аверкиев, они достигли глубины 160 метров. В 1959 году комплексная карстовая экспедиция в составе Дублянского В. Н., К. Аверкиева, Ю. Вялова О. С., Полканова, Г. Пантюхина, А. Брунса, Ю. Нешпора достигла дна и прошла три горизонтальных хода общей длиной 200 метров. Общая глубина составила 161 метр. В 70-х годах симферопольскими спелеологами (руководитель В. П. Душевский, А. Ф. Козлов и др.), прокопан ход, обнаружен 15-метровый колодец, за ним ещё два небольших зала. Общая глубина составила 195 м и протяженность 410 м, категория трудности 2Б. На дне шахты, даже летом, толщина снега достигает 15 метров.
Симферопольский скалолаз Юрий Михайлович Лишаев, по прозвищу «Фантик» зимой в одиночку спустился в шахту Бездонную на Чатыр-Даге (расширенный книзу карстовый колодец, глубина сто шестьдесят метров.

## Основные характеристики
Протяженность 410 м.

Глубина 195 м.

Высота входа 972 м.

Площадь 1300 м 2.

Объём 32000 м³.

Категория трудности 2Б.

Вертикальный тип.

## Описание
Вход находится на дне карстовой воронки в северной части нижнего плато. Центральный ствол шахты имеет общую глубину 140 м. На глубине 20-30 м он осложнен глубокими карстовыми карманами, на глубине 60-80 м — раздувом диаметром 20-25 м. co дна шахты начинается наклонная часть полости. Её северное ответвление пологое с многочисленными напорными куполами, южнее круто поднимающееся вверх на высоту более 30 м, юго-западнее, наоборот, плавно понижающееся на 10 м. Галерея с параболическими сводами постепенно снижается, через 100 м полностью перекрывается обломочным материалом и водными механическими отложениями. В них прокопан проход, выводящий к 15-метровому колодцу, приводящему к двум небольшим залам.
Шахта заложена в толстослоистых верхнеюрских известняках. После ливней в нижней части полости появляются периодические водотоки, берущие начало из сифонных каналов её северного зала, исчезающие в заполнителе юго-западной галереи и опять появляющиеся в залах на дне. На глубине 80-90 м в начале лета обычны огромные (до 10 м длиной) ледяные натеки, а на дне шахты — скопления снега мощностью до 15 м. В нижнем зале имеются обильные скопления глины, а в главной галерее — плохо отсортированные водные механические и обвальные отложения. Натечные отложения редки (каскадные натеки, геликтиты).

## Фотоизображения пещеры

### Снаружи пещеры
|  |  |

### Внутри пещеры
|  |  |

|  |  |